# Óscar Galeano
Óscar Galeano Gracia (11 de febrero de 1976) es un político español, diputado por Zaragoza en el Congreso durante las XI y XII legislaturas.

## Biografía
Licenciado en Derecho por la Universidad de Zaragoza y máster en Gestión y Administración de Empresas por la Cámara de Comercio de Zaragoza, realizó también un posgrado en Asesoría Financiera por la misma universidad. Miembro del comité local del PSOE de Zaragoza, en diciembre de 2015 fue elegido diputado en el Congreso y reelegido en 2016.